# Обухов Анатолій Матвійович
Анатолій Матвійович Обухов (рос. Анатолий Матвеевич Обухов; нар. 26 травня 1935, Москва, РРФСР, СРСР — пом. 3 жовтня 1994, Москва, Росія) — радянський російський актор театру та кіно. Заслужений артист РРФСР.

## Життєпис
Анатолій Обухов народився 26 травня 1935 року в Москві. Батько — Матвій Семенович Обухов, працював перукарем, був мобілізований та загинув у роки Німецько-радянської війни. Вихованням Анатолія займалася мати — Дарія Степанівна Обухова, яка хоча й була безграмотної, не мала конкретної професії, і працювала в крамниці, але своїм двом дітям ( Анатолія Обухова була сестра Ніна) віддавала усе найкраще.
Після закінчення школи у 1954 році, Анатолій Обухов вступивши до Московського інституту народного господарства імені Г.В. Плеханова, який закінчив у 1958 році.
Після закінчення університету імені Плеханова закінчив ще й Вище театральне училище імені М. С. Щепкіна у 1964 році.
З 1965 року працював актор Театру імені Н.В. Гоголя в Москві.
У кіно Анатолій Обухов дебютував відразу після закінчення театрального училища.
Помер 3 жовтня 1994 року в Москві. Похований на Перовському цвинтарі.

### Фільмографія
| Рік  |    | Українська назва                           | Оригінальна назва                      | Роль                                           |
| ---- | -- | ------------------------------------------ | -------------------------------------- | ---------------------------------------------- |
| 1995 | ф  | Фатальні яйця                              | Роковые яйца                           | Федір Михайлович                               |
| 1994 | ф  | Російський рахунок                         | Русский счет                           | конферансьє                                    |
| 1994 | ф  | Російське диво                             | Русское чудо                           | Толя                                           |
| 1994 | ф  | Простодушний                               | Простодушный                           | шинкар                                         |
| 1993 | ф  | Бджілка                                    | Пчёлка                                 | тюремник                                       |
| 1993 | ф  | Російський бізнес                          | Русский бизнес                         | продавець засобу від облисіння                 |
| 1993 | ф  | Бажання кохання                            | Желание любви                          | кухар                                          |
| 1993 | ф  | Виродок                                    | Урод                                   | «Мосгаз»                                       |
| 1993 | ф  | Пістолет з глушником                       | Пистолет с глушителем                  | психічно хворий                                |
| 1992 | ф  | Гонгофер                                   | Гонгофер                               | епізодична роль                                |
| 1992 | ф  | Повітряні пірати                           | Воздушные пираты                       | кіноактор                                      |
| 1992 | ф  | Викрадачі води                             | Похитители воды                        | член урядової комісії                          |
| 1991 | ф  | Геніальна ідея                             | Гениальная идея                        | сусід Саші у номері готелю, який весь час спав |
| 1991 | ф  | Глухомань                                  | Глухомань                              | Малюк                                          |
| 1991 | ф  | Виплодок пекла                             | Исчадье ада                            | п'яний в ресторані                             |
| 1989 | ф  | Руанська діва на прізвисько Пампушка       | Руанская дева по прозвищу Пышка        | '                                              |
| 1988 | ф  | Подія в Утіноозьорську                     | Происшествие в Утиноозёрске            | Максим Сергійович                              |
| 1987 | ф  | Де б не працювати...                       | Где бы ни работать...                  | безробітний                                    |
| 1987 | ф  | Християни                                  | Христиане                              | присяжний засідатель                           |
| 1982 | ф  | 4:0 на користь Тетянки                     | 4:0 в пользу Танечки                   | чоловік з песиком                              |
| 1980 | ф  | Вечірній лабіринт                          | Вечерний лабиринт                      | постоялець                                     |
| 1980 | ф  | Якщо би я був начальником...               | Если бы я был начальником...           | робітник на прийомі у Немоляєва                |
| 1979 | тф | Пригоди Електроніка                        | Приключения Электроника                | хокейний коментатор (немає у титрах)           |
| 1978 | ф  | Дуенья                                     | Дуэнья                                 | монах                                          |
| 1977 | ф  | Втеча з в'язниці                           | Побег из тюрьмы                        | жандарм                                        |
| 1976 | ф  | Трин-трава                                 | Трын-трава                             | завгосп (немає у титрах)                       |
| 1976 | ф  | Квіти для Олі                              | Цветы для Оли                          | Олексій Маркович, інженер лісгоспу             |
| 1976 | ф  | Легенда про Тіля                           | Легенда о Тиле                         | тюремник                                       |
| 1976 | ф  | Розповідь про те, як цар Петро арапа женив | Сказ про то, как царь Пётр арапа женил | Нікішка Маслаков                               |
| 1976 | тф | 12 стільців                                | 12 стульев                             | Кирило Якович                                  |
| 1976 | ф  | Пригоди Травки                             | Приключения Травки                     | співак                                         |
| 1976 | ф  | Дні хірурга Мішкіна                        | Дни хирурга Мишкина                    | Олексій Соловйов, колишній пацієнт Мішкіна     |
| 1975 | ф  | Коли тремтить земля                        | Когда дрожит земля                     | Жора                                           |
| 1975 | ф  | Не може бути!                              | Не может быть!                         | гість                                          |
| 1975 | ф  | Остання жертва                             | Последняя жертва                       | петербурзький гурман                           |
| 1974 | ф  | Розповіді про Кешку і його друзів          | Рассказы о Кешке и его друзьях         | дядько Толя                                    |
| 1974 | ф  | Веселий калейдоскоп                        | Веселый калейдоскоп                    | чоловік з пакетом                              |
| 1974 | ф  | Сибірський дід                             | Сибирский дед                          | партизан                                       |
| 1973 | ф  | Зовсім безнадійний                         | Совсем пропащий                        | м'ясник                                        |
| 1972 | ф  | Зимородок                                  | Зимородок                              | міліціонер                                     |
| 1971 | ф  | Синє небо                                  | Синее небо                             | Степан Зацепін, лікар-офтальмолог              |
| 1971 | ф  | Весняна казка                              | Весенняя сказка                        | Бермята                                        |
| 1971 | ф  | Море нашої надії                           | Море нашей надежды                     | учасник наради (немає у титрах)                |
| 1970 | ф  | Несподіване кохання                        | Нечаянная любовь                       | Міша, друг Веньки                              |
| 1970 | ф  | Крок з даху                                | Шаг с крыши                            | де Гік, мушкетер                               |
| 1968 | ф  | Сім старих та одна дівчина                 | Семь стариков и одна девушка           | Гриша                                          |
| 1967 | ф  | Таємнича стіна                             | Таинственная стена                     | кок (немає у титрах)                           |
| 1967 | ф  | Дубравка                                   | Дубравка                               | уболівальник                                   |
| 1967 | ф  | Микола Бауман                              | Николай Бауман                         | епізодична роль                                |
| 1967 | ф  | Анютина дорога                             | Анютина дорога                         | Василь                                         |
| 1966 | ф  | Рік як життя                               | Год как жизнь                          | епізодична роль                                |
| 1966 | ф  | Поганий анекдот                            | Скверный анекдот                       | ветеринар                                      |
| 1966 | ф  | Андрій Рубльов                             | Андрей Рублёв                          | монах                                          |
| 1965 | ф  | Лебедєв проти Лебедєва                     | Лебедев против Лебедева                | колега Лебедєва, співробітник НДІ              |
| 1964 | ф  | Одруження Бальзамінова                     | Женитьба Бальзаминова                  | монах-писар (немає у титрах)                   |
| 1964 | ф  | Товариш Арсеній                            | Товарищ Арсений                        | Тимоха                                         |
| 1964 | ф  | Зелений вогник                             | Зелёный огонёк                         | співробітник салону для молодят                |
| 1964 | ф  | Все для Вас                                | Всё для Вас                            | Петрусь Гребешков                              |